# Kevin Kiermaier
Kevin Kiermaier, född 22 april 1990, är en amerikansk professionell basebollspelare som spelar för Tampa Bay Rays i Major League Baseball. Han draftades av Rays 2010 som val nummer 941 i den 31:a rundan och gjorde sin MLB-debut 2013. Kiermaier spelar främst som centerfielder.